# Siêu âm trị liệu
Siêu âm trị liệu nói chung đề cập đến bất kỳ loại thủ tục siêu âm sử dụng siêu âm vì lợi ích điều trị. Điều này bao gồm HIFU, tán sỏi, nhắm mục tiêu đưa thuốc đến vị trí dùng siêu âm, phân phối thuốc siêu âm xuyên da, siêu âm cầm máu, điều trị ung thư, và siêu âm hỗ trợ làm tan cục huyết  Nó có thể sử dụng siêu âm tập trung (FUS) hoặc siêu âm không tập trung.
Siêu âm là phương pháp kích thích các mô bên dưới bề mặt da bằng sóng âm thanh tần số rất cao, trong khoảng 800.000 Hz tới 2.000.000 Hz, dải tần số mà con người không thể nghe thấy.
Có rất ít bằng chứng cho thấy siêu âm tích cực có hiệu quả hơn so với điều trị bằng giả dược để điều trị bệnh nhân bị đau hoặc một loạt các chấn thương cơ xương khớp, hoặc để thúc đẩy chữa lành mô mềm.

## Sử dụng trong y tế
Siêu âm công suất tương đối cao có thể phá vỡ các cặn hoặc sỏi cứng, tăng tốc hiệu quả của thuốc trong vùng nhắm mục tiêu, hỗ trợ đo tính chất đàn hồi của mô và có thể được sử dụng để sắp xếp các tế bào hoặc hạt nhỏ để nghiên cứu.

## Lịch sử
Ứng dụng siêu âm quy mô lớn đầu tiên là vào khoảng Thế chiến II. Các hệ thống siêu âm được chế tạo và sử dụng để điều hướng tàu ngầm. Người ta nhận ra rằng sóng siêu âm cường độ cao mà họ đang sử dụng có khả năng làm nóng và giết chết cá. Điều này dẫn đến nghiên cứu về làm nóng mô và hiệu quả chữa bệnh. Từ những năm 1940, siêu âm đã được sử dụng bởi các nhà trị liệu vật lý và nghề nghiệp tạo được hiệu quả điều trị.